# Juanito Villar
Juan José Villar Jiménez conocido como Juanito Villar) es un cantaor flamenco de etnia gitana.
Nació en Cádiz en 1947, hijo de Juan Villar Mayo y Pilar Jiménez Pérez, dos excelentes intérpretes de los cantes de su tierra. Se inició en el cuadro "Los Chavalillos Gaditanos" . Seguidamente se destaca como cantaor de acompañamiento, con los grupos de La Tati, Manuela Carrasco, Faíco y el Güito, en giras y tablaos.
Su popularidad aumentó durante sus temporadas en los tablaos madrileños de Los Canasteros y Torres Bermejas, desde donde pasó al grupo del bailaor José Miguel, con quien viajó a Japón. Después de varias giras por el extranjero, comenzó en los años sesenta su participación en los festivales andaluces, sin dejar por ello de acompañar al baile, de los que actualmente es una de las figuras más sobresalientes. También hay que mencionar sus recitales en las peñas flamencas, teniendo una con su nombre en su ciudad natal.
Su discografía es bastante amplia y entre sus actuaciones más significativas cabe reseñar las realizadas en el Festival de Arte Flamenco de París, en 1983, y en la II Cumbre Flamenca de Madrid, en 1986. En 1998 participa en un espectáculo sobre Cádiz presentado en la V Bienal de Flamenco de Sevilla junto a otras figuras de renombre.
Conocedor de los estilos genuinos de Cádiz y Los Puertos, les presta en su interpretación una espectacularidad personal, por medio del compás, por lo que llega rápidamente a interesar incluso al público menos iniciado. A pesar de su ya larga trayectoria profesional, la afición espera de él su definitiva consagración como conservador de la escuela cantaora gaditana, dadas sus notables cualidades.